# Ana Pascu
Ana Derșidan-Ene-Pascu (Bucarest, 22 de septiembre de 1944-Bucarest, 6 de abril del 2022) fue una deportista rumana que compitió en esgrima, especialista en la modalidad de florete.
Participó en cuatro Juegos Olímpicos de Verano entre los años 1964 y 1976, obteniendo dos medallas, bronce en México 1968 y bronce en Múnich 1972. Ganó siete medallas en el Campeonato Mundial de Esgrima entre los años 1961 y 1974.

## Palmarés internacional
| Juegos Olímpicos   | Juegos Olímpicos          | Juegos Olímpicos  | Juegos Olímpicos    |
| Año                | Lugar                     | Medalla           | Prueba              |
| ------------------ | ------------------------- | ----------------- | ------------------- |
| 1968               | Ciudad de México (México) | Medalla de bronce | Florete por equipos |
| 1972               | Múnich (RFA)              | Medalla de bronce | Florete por equipos |
| Campeonato Mundial |                           |                   |                     |
| Año                | Lugar                     | Medalla           | Prueba              |
| 1961               | Turín (Italia)            | Medalla de bronce | Florete por equipos |
| 1967               | Montreal (Canadá)         | Medalla de bronce | Florete por equipos |
| 1969               | La Habana (Cuba)          | Medalla de oro    | Florete por equipos |
| 1970               | Ankara (Turquía)          | Medalla de plata  | Florete por equipos |
| 1971               | Viena (Austria)           | Medalla de bronce | Florete individual  |
| 1973               | Gotemburgo (Suecia)       | Medalla de bronce | Florete por equipos |
| 1974               | Grenoble (Francia)        | Medalla de bronce | Florete por equipos |